# 2005 YU55
2005 YU55, cũng viết là 2005 YU55, là một thiên thạch có tiềm năng gây hại có đường kính khoảng 400 mét. Nó được Robert S. McMillan phát hiện vào ngày 28/12/2005 tại Đài thiên văn Steward, đỉnh Kitt. Ngày 8 tháng 11 năm 2011, tiểu hành tinh 2005 YU55 đã bay gần Trái Đất với khoảng cách 0,00217 AU vào lúc 7:13 UT. Tiểu hành tinh 2005 YU55 có độ sáng 11 cấp sáng. Gần như ở cấp sáng đó, mắt thường không thể nhìn thấy, chỉ những chuyên gia thiên văn học mới có thể phát hiện được.